# Macchiabjörnbär
Macchiabjörnbär (Rubus ulmifolius) är en rosväxtart som beskrevs av Heinrich Wilhelm Schott. Macchiabjörnbär ingår i släktet rubusar, och familjen rosväxter. Inga underarter finns listade i Catalogue of Life.

## Bildgalleri

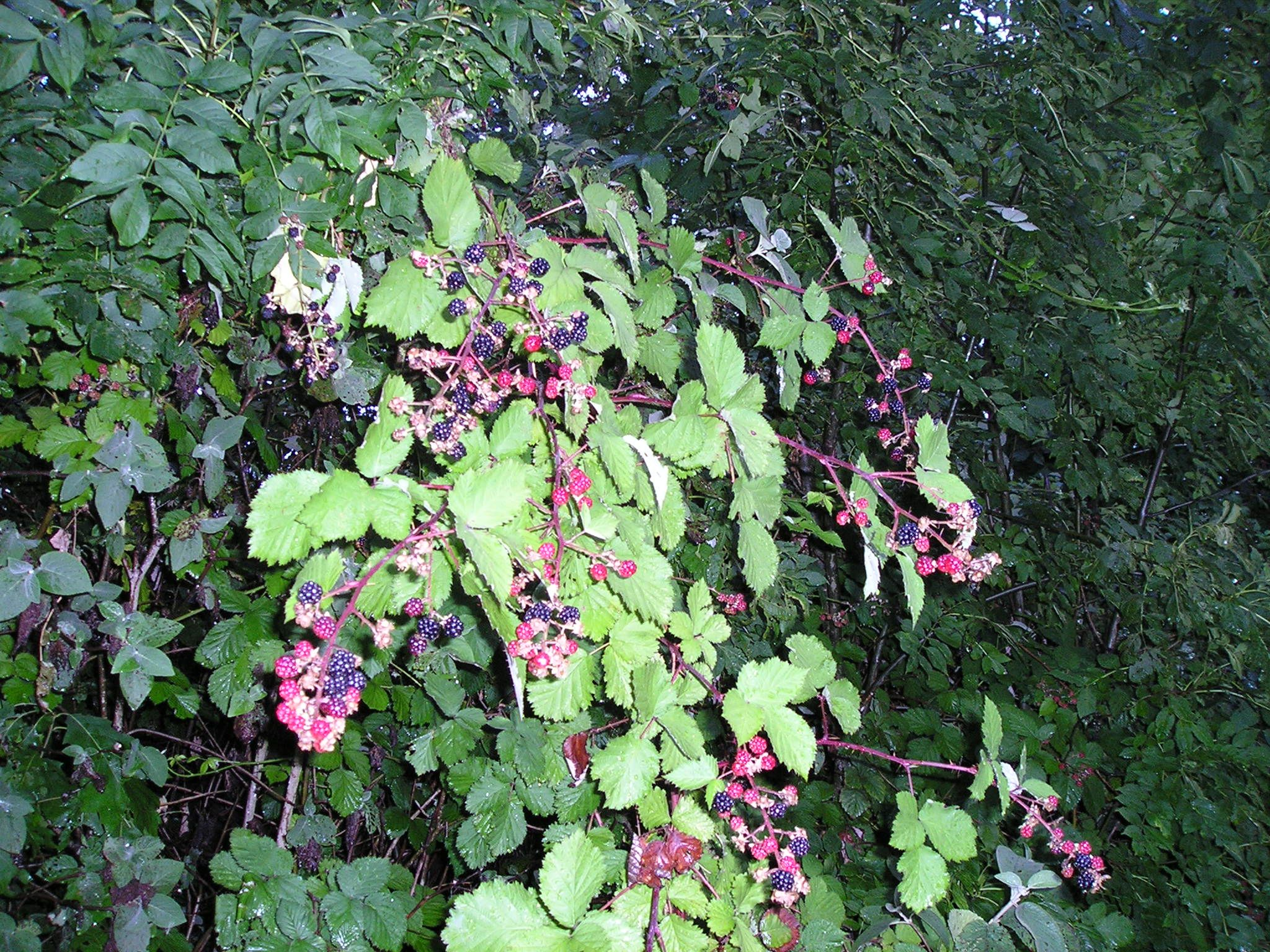
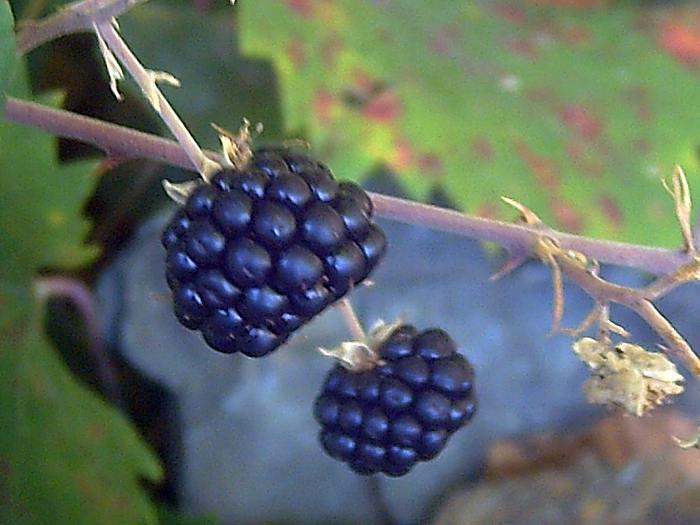
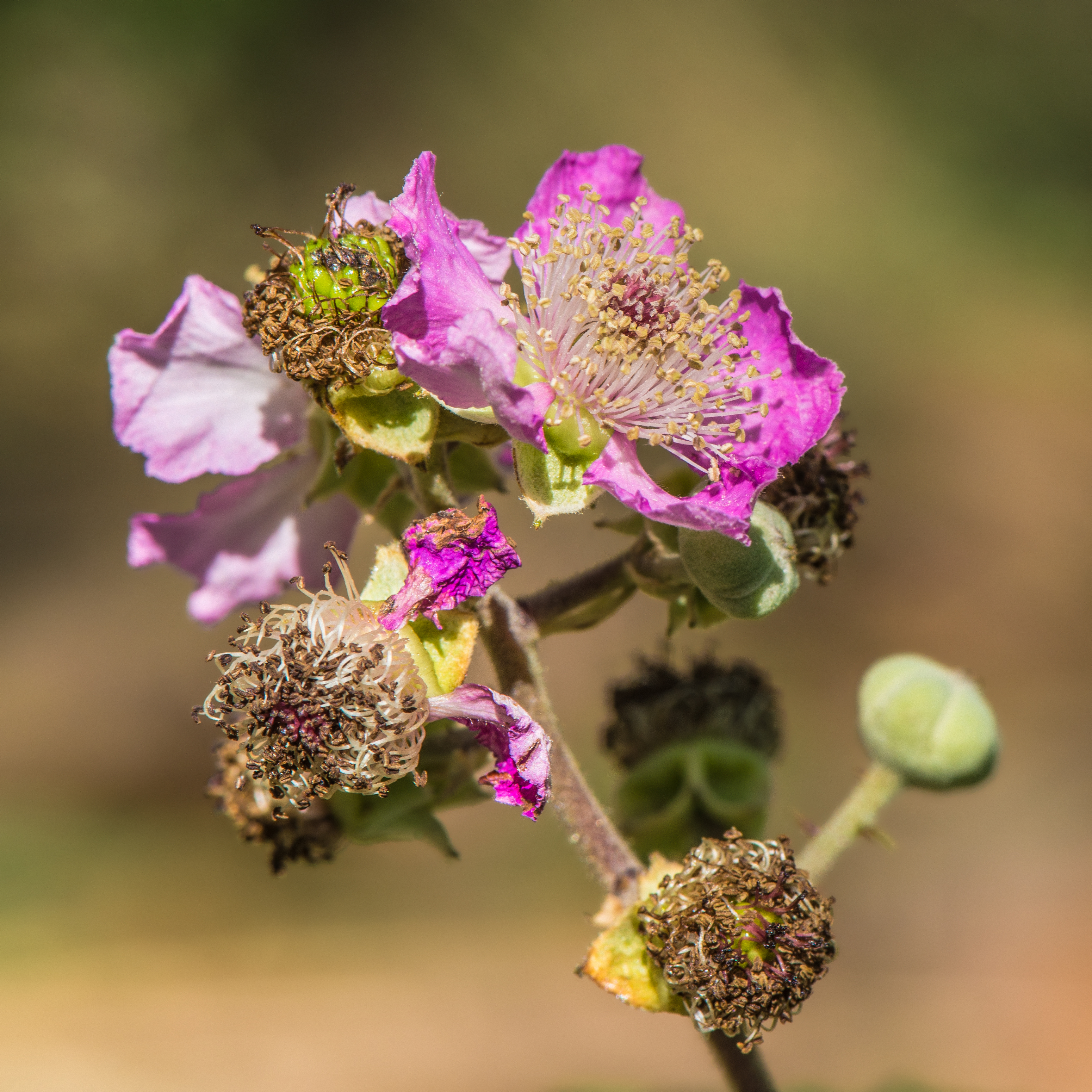
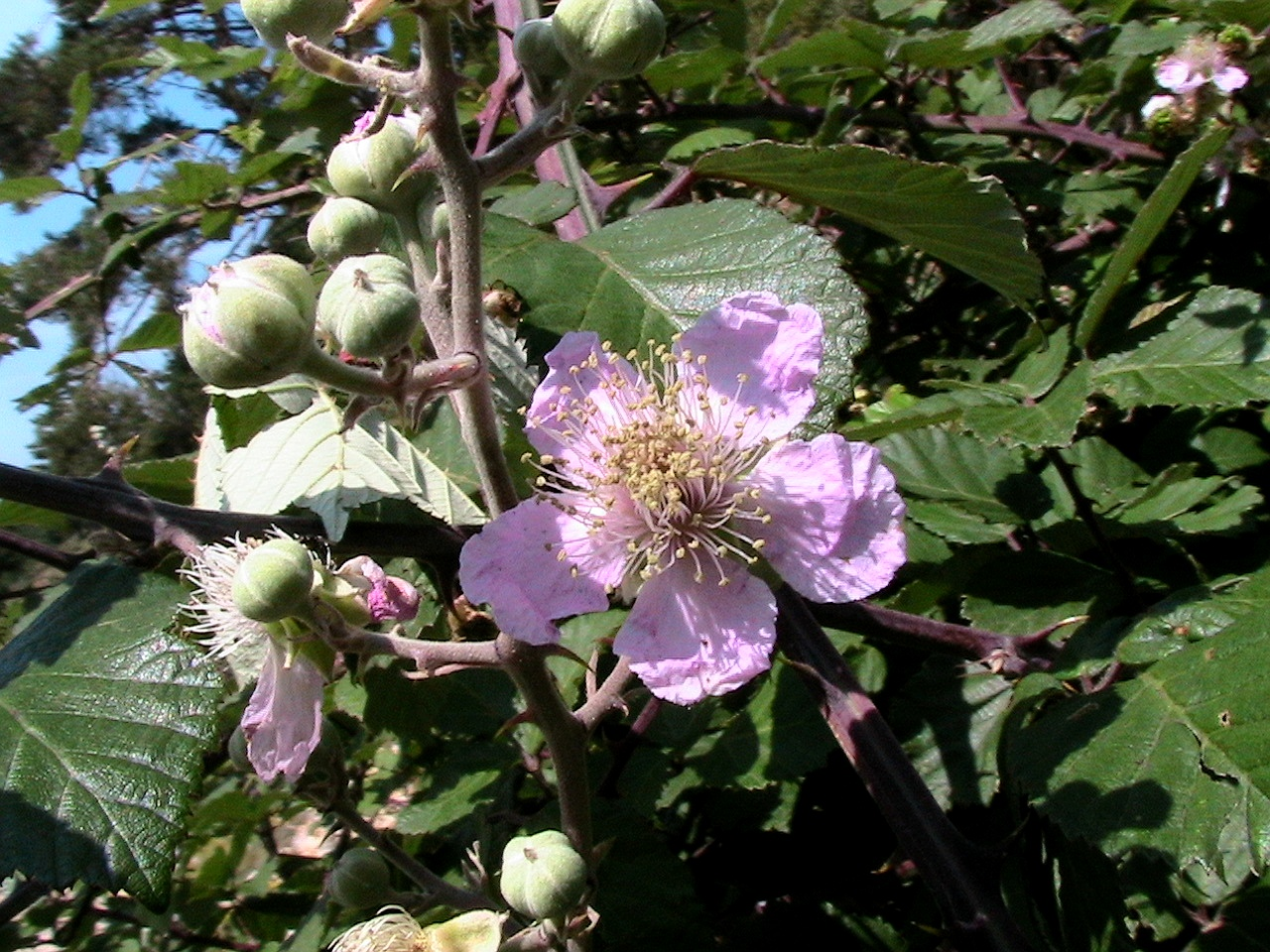
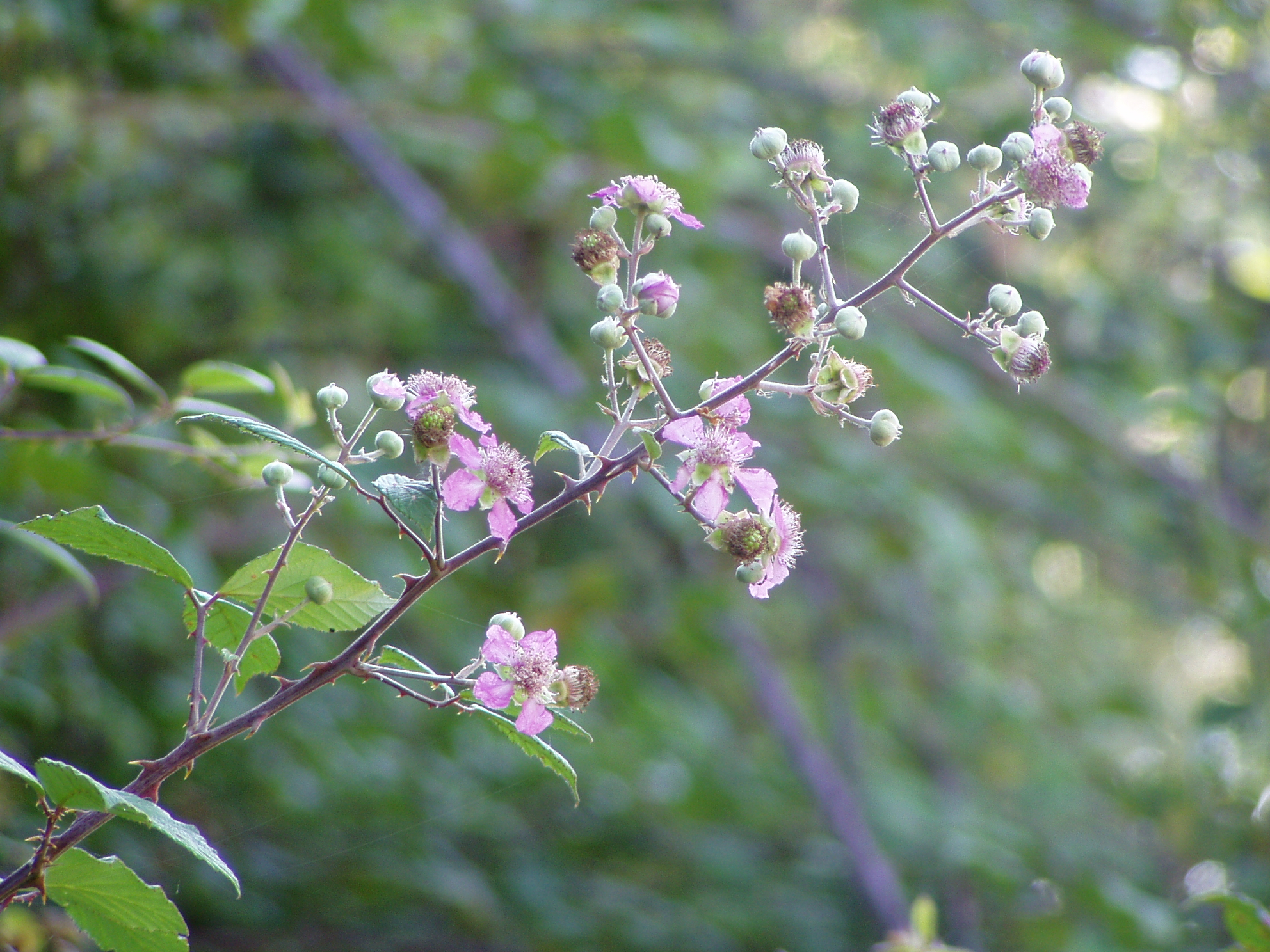
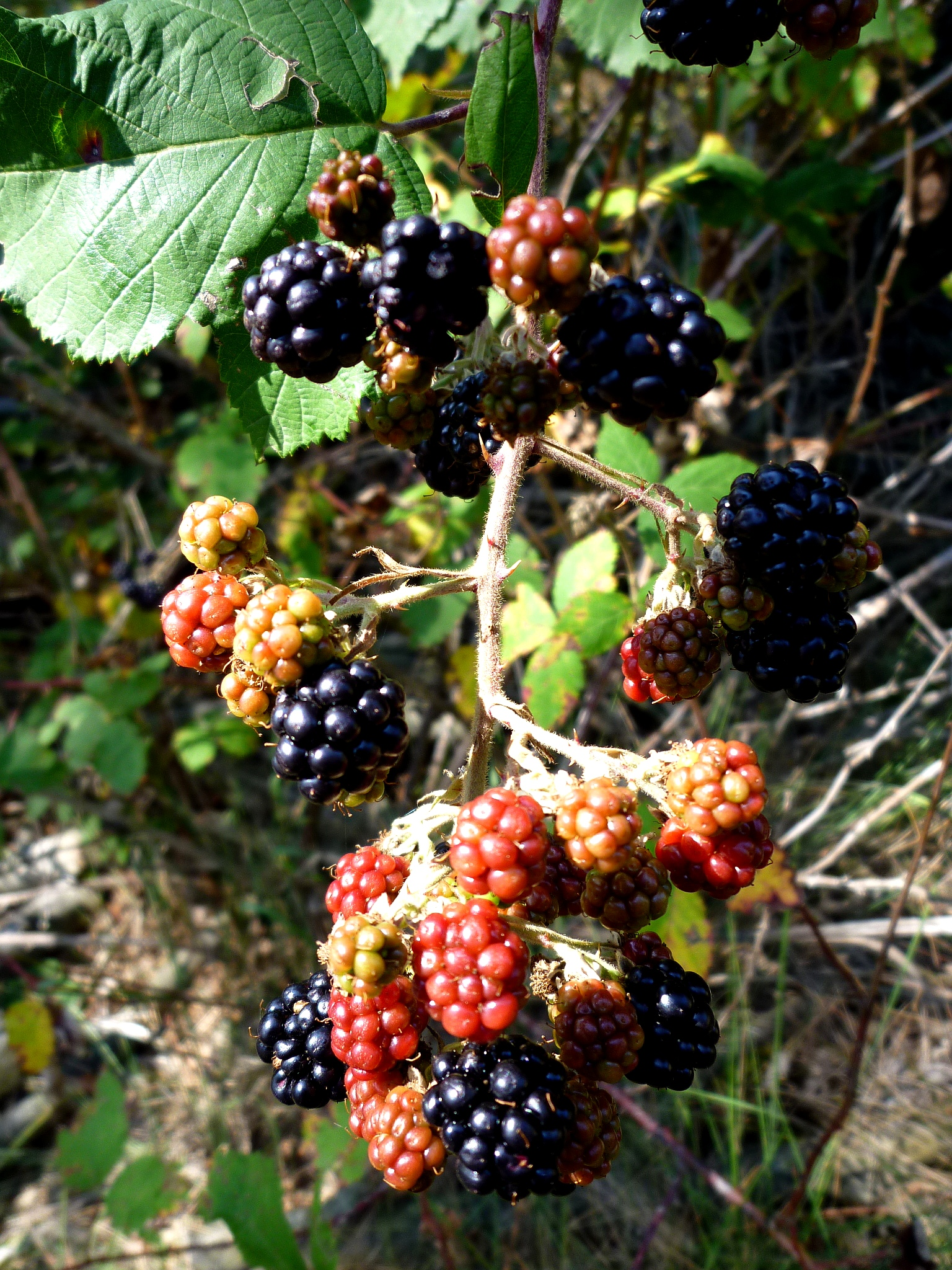